# Фріц Космаль
Фріц Густав Август Космаль (нім. Fritz Gustav August Kosmahl; 5 вересня 1892, Лейпциг — 26 вересня 1917) — німецький льотчик-ас, заступник офіцера Саксонської армії.

## Біографія
Учасник Першої світової війни. 12 серпня 1914 року почав підготовку на пілота в 2-му запасному льотному дивізіоні. 11 січня 1915 року зарахований в 22-й польовий льотний дивізіон. Свого третього противника Космаль збив разом зі своїм спостерігачем, оберлейтенантом Нойбургером, 10 жовтня 1916 року отримав 2 наступні перемоги (одна з іншим спостерігачем, лейтенантом Шульцем, друга знову з Нойбургером), здобуті також на розвідниках у складі 261-го льотного дивізіону, який 22-й польовий льотний дивізіон був перетворений в грудні 1916 року.
Після проходження підготовки на винищувачах наприкінці липня 1917 року Космаль був направлений в 26-ту винищувальну ескадрилью і в її лавах здобув ще чотири перемоги. 22 вересня 1917 року він був поранений у живіт у повітряному бою на південь від Пулкапелле, але зумів приземлитися. Чотири дні потому о 2:30 він помер.
Всього за час бойових дій здобув 9 перемог.

## Нагороди
- Залізний хрест 2-го і 1-го класу
- Медаль «За заслуги у війні» (Саксен-Мейнінген)
- Королівський орден дому Гогенцоллернів, хрест одержувача з мечами (9 січня 1917)